# 前缀文法
在计算机科学中，前缀文法是类似形式文法的一种文法，这里的字符串是从基础字符串通过不断的替代前缀建造出来的。前缀文法精确的描述了所有正则语言。

## 形式定义
前缀文法 G 是3-元组 (Σ, S, P)，这里的 
- Σ 是有限字母表
- S 是在 Σ 上的基础字符串的有限集合
- P 是形如 u → v 的产生规则的集合，u 和 v 是 Σ 上的字符串

每个产生式 u → v 只可以应用于形如 uw 的字符串。

## 例子
一个简单的例子前缀文法可以定义为
- Σ = {0, 1}
- S = {01, 10}
- P = {0 → 010, 10 → 100}

它描述如下正则表达式所定义的语言
{\displaystyle 01(01)^{*}\cup 100^{*}}

## 性质
前缀文法生成前缀闭合的语言。